# Morrisographium pilosum
Morrisographium pilosum är en svampart som först beskrevs av Franklin Sumner Earle, och fick sitt nu gällande namn av M. Morelet 1968. Morrisographium pilosum ingår i släktet Morrisographium, divisionen sporsäcksvampar och riket svampar.   Inga underarter finns listade i Catalogue of Life.